# Щепины-Ростовские
```
     
Не путать с князьями
 
Щепиными-Оболенскими
.
```

В Боярских книгах упоминается дворянский род Щепиных и Щепиных-Волынских.
Щепины-Ростовские — русский княжеский род, ветвь Ростовских князей.
Род  внесён в Бархатную книгу. Род князей Щепиных-Ростовских записан в V часть родословной книги Ярославской губернии.

## Происхождение и история рода
Родоначальник князь Александр Фёдорович Щепа († 1442), псковский наместник (1410—1412, 1421—1424, 1429—1434), внук владетельного Ростовского князя Андрея Фёдоровича.

В 1428 году, когда псковичи выпросили Александра Фёдоровича Щепу себе князем у великого князя Московского, он послал своего сына, князя Дмитрия прежде себя во Псков; там тот дожидался отца «до полузимы» и, не дождавшись, уехал в Москву. В следующем году он вновь приехал с отцом во Псков. В 1431 году в его присутствии был заложен новый город на Гдове. У Дмитрия был сын Ceмён Горбатый. Князь Иван Дмитриевич пользовался значением при Иване Грозном и воеводствовал при Фёдоре Ивановиче в Заволочье и Опочке. В XV веке представители княжеского рода были наделены поместьями в Новгороде, из земель, конфискованных у новгородских бояр, что говорило о высоком статусе первых князей Щепиных-Ростовских при московском государевом дворе. Во второй половине XV века ситуация изменилась и общественное положение стало снижаться. Вероятно, это связано с окончательным превращением из князей владетельных в служилых князей и их статус определялся служебной карьерой.
Трое князей Щепиных-Ростовский в 1699 году владели населёнными имениями.

## Описание герба
По П.Н. Петрову
О даровании герба князья Щепины-Ростовские не просили, но, имея в виду, что Касаткины-Ростовские и Лобановы-Ростовские имеют одинаковый герб, и князья Щепины могут иметь его же: гербовый щит, рассечённый горизонтально в верхней половине — герб княжества Киевского (ангел в серебряной одежде с мечом и щитом), а в нижней — герб княжества Ростовского (в красном поле серебряный олень, шествующий вправо).
Гербовый щит на развернутом горностае княжеской мантии покрыт княжескою шапкою, принятой у нас формы.
По гербовнику В.А. Дурасова
Герб князей Щепиных-Ростовских — это герб княжества Ростовского: в червлёном поле серебряный олень с золотым ошейником. Щит покрыт княжеской мантией и российской княжеской шапкой.

##### Сборник В.К. Лукомского
Герб князей Щепины-Ростовские внесён в так называемый "Сборник не утверждённых гербов В.К. Лукомского": Гербовый щит разделён на четыре части с малым щитком в середине. В первой части: ангел с круглым щитом и пламенным мечом. Во второй части: лев, обращённый вправо, держит передними лапами длинный крест (герб великого княжества Владимирского). В третьей части: орёл с распростёртыми крыльями, над ним корона (герб княжества Суздальского по В.А. Дурасову). В четвёртой части: олень вправо. В малом щитке три чёрных квадрата (щепы?). Нашлемник, справа налево: встающий олень и лев с крестом. В центре ангел, орёл и малый щиток. Над всем изображением княжеская шапка. Щит в княжеской мантии.

## Известные представители
В потомстве князя Ивана Петровича Большого Приимкова-Ростовского (№11) встречается разногласия с официальным источником "Российской родословной книгой" П.В. Долгорукова и подробно описано в "Истории родов русского дворянства" П.Н. Петрова в трактовке: существовавший в XIX веке род Щепиных-Ростовских вёл своё начало от Ивана Петровича Большого (воевода в Невеле в 1600 году), внук которого, Юрий Алексеевич пожалован (1622) царём Михаилом Фёдоровичем вотчиной. Четвероюродный брат Юрия, Иван Борисович, был стольником царя Алексея Михайловича и оставил трёх сыновей: Фёдора, Алексея и Василия, из которых продолжателями рода были два последние. Праправнук Алексея Ивановича, Дмитрий Александрович (1798—1858) — декабрист, сосланный в Сибирь.
| №                                      | Имя, Отчество                          | № отца                                 | Примечания |
| Поколенная роспись по П.В. Долгорукову | Поколенная роспись по П.В. Долгорукову | Поколенная роспись по П.В. Долгорукову | Поколенная роспись по П.В. Долгорукову |
| -------------------------------------- | -------------------------------------- | -------------------------------------- | --- |
| 1                                      | Александр Фёдорович Щепа               |                                        | Родоначальник, женат на № Дмитриевне Зерновой, двоюродной сестре Ивана Ивановича Годунова, родоначальника Годуновых. По указанию одного из списков родословных книг у князя А.Ф. Щепы был "один сын князь Дмитрий Щепа от другие жены". Приведённые и разработанные А.В. Экземплярским сведения о других женах князя А.Ф. Щепы (в том числе с дочерью близкого родственника московских великих князей — князя Ивана Владимировича Серпуховского) в значительной степени гипотетичны и данный вопрос нуждается в спец. рассмотрении. |
|                                        |                                        | 1                                      | Опубликованный С.В. Коневым Ростовский соборный синодик содержит запись: "Благоверному князю Александру Фёдоровичу Ростовскому и княгине Настасье, и дочерям его княжне Наталие и Феодоре и Ирине и сыну его князю Андрею и Дмитрию вечная память". приведённый текст, с некоторой долей вероятности, можно отнести к семье князя А.Ф. Щепы. В этом случае выясняется не только имя жены, но и дочерей и второго сына, вероятно умершего бездетным и не показанным в родословных книгах.                                            |
| 2                                      | Дмитрий Александрович                  | 1                                      | Воевода при великом князе Василии Ивановиче, участвовал в русско-литовской войне, первый воевода войск левой руки в Вошане (1515). |
|                                        |                                        | 2                                      | А.В. Экзеспляровский гипотетично утверждал, что неизвестная дочь князя Дмитрия Александровича, внучка А.Ф. Щепы была замужем за литовским князем Владимиром Даниловичем. |
| 3                                      | Семён Дмитриевич Горбатый              | 2                                      | Родоначальник княжеского рода Щепины-Горбатовы, новгородский помещик Деревской пятины. |
| 4                                      | Борис Семёнович                        | 3                                      | Владели новгородскими поместьями. |
| 5                                      | Иван Семёнович                         | 3                                      | Владели новгородскими поместьями. |
| 6                                      | Дмитрий Борисович Внучек               | 4                                      | Были на поместье в Новгороде в Деревской и Шелонской пятинах. |
| 7                                      | Пётр Борисович                         | 4                                      | Были на поместье в Новгороде в Деревской и Шелонской пятинах. |
| 8                                      | Иван Борисович                         | 4                                      | Были на поместье в Новгороде в Деревской и Шелонской пятинах. |
| 9                                      | Роман Борисович                        | 4                                      | Были на поместье в Новгороде в Деревской и Шелонской пятинах. |
| 10                                     | Иван Дмитриевич                        | 6                                      | Воевода. |
| 11                                     | Иван Петрович Большой                  | 7                                      | Воевода в Невле (1600). |
| 12                                     | Данила Петрович                        | 7                                      | |
| 13                                     | Иван Петрович Безсон или Меньшой       | 7                                      | |
| 14                                     | Владимир Романович                     | 9                                      | Воевода. |
| 15                                     | Иван Романович                         | 9                                      | Подписался двадцать седьмым при избрании на престол царя Михаила Фёдоровича (1613). |
| 16                                     | Алексей Иванович                       | 11                                     | |
| 17                                     | Борис Владимирович                     | 14                                     | Подписался двадцать шестым при избрании на престол царя Михаила Фёдоровича (1613), дворянин (1628), окладчик дворян и детей боярских по Торопцу (1630), московский дворянин (1636). |
| 18                                     | Юрий Алексеевич                        | 16                                     | |
| 19                                     | Яков Борисович                         | 17                                     | Стряпчий, на двух свадьбах царя Михаила Фёдоровича первым от Грановитой палыты до церкви путь устилал (1625 и 1626), стольник (1636-1658). |
| 20                                     | Иван Борисович                         | 17                                     | Воевода в Торопце (1646), стольник (1658-1686), отставной стольник (1703). |
| 21                                     | Алексей Иванович                       | 20                                     | Стряпчий (1703). |
| 22                                     | Василий Иванович                       | 20                                     | Стряпчий (1703). |
| 23                                     | Фёдор Иванович                         | 20                                     | |
| 24                                     | Яков Фёдорович                         | 23                                     | Женат на Прасковье Тихоновне Опочининой. |
| 25                                     | Дмитрий Фёдорович                      | 23                                     | |
| 26                                     | Ипполит Яковлевич                      | 24                                     | Ум. 31 января 1829, женат на Варваре Сергеевне Айгустовой. |
| 27                                     | Алексей Яковлевич                      | 24                                     | (1772-1848), мышкинский уездный казначей, подпоручик, женат дважды: 1-я Екатерина Алексеевна Тишинина; 2-я Акулина Ивановна Замятнина. |
| 28                                     | Михаил Яковлевич                       | 24                                     | Женат на Анне Степановне №№. |
|                                        | Анна Яковлевна                         | 24                                     | |
| 29                                     | Александр Дмитриевич                   | 25                                     | Женат на Ольге Мироновне №№. |
| В поколенной росписи не указаны        |                                        |                                        | |
| 30                                     | Михаил Андреевич                       |                                        | Упомянут в местническом деле И.И. Третьякова-Пожарского, как городничий в Свияжске (1569-1570). |
| 31                                     | Александр Дмитриевич                   |                                        | Упомянут в местническом деле Р.П. Пожарского и А.Д. Приимкова (1629). |
| 32                                     | Данила Борисович                       |                                        | Упомянут в местническом деле с Т.И. Долгоруковым (1588), береговой воевода (1597), где местничал с князем М.С. Турениным. |